# Rock you!/心心相印 -YMCK REMIX-
「Rock you!/心心相印 -YMCK REMIX-」（日语：Rock you!/おんなじキモチ -YMCK REMIX-）是日本組合東京女子流的第9張單曲。2012年3月7日由avex trax發行。

## 概要
日語版動畫「變形金剛 領袖之證」（愛知電視台・東京電視台系）的插入歌。
分為type-A、type-B（CD和DVD套裝）、type-C（CD-EXTRA仕様）、type-D（mu-mo SHOP・活動会場限定盤、只有CD）共4種形態。

## 收錄曲
1. Rock you!（TGS18）
作詞：Chihiro Kurosu 作曲：Yuuki Odagiri（Vanir）編曲：Hiroshi Matsui
2. おんなじキモチ -YMCK REMIX-
3. Rock you! -Royal Mirrorball Mix-
只有type-C收錄。
4. Rock you!（Instrumental）
5. おんなじキモチ -YMCK REMIX-（Instrumental）
6. TGS16先行音源
只有type-C收錄。

### DVD

#### type-A
1. おでかけムービー 〜滋賀編〜

#### type-B
1. おんなじキモチ -YMCK REMIX-（Video Clip）
2. Making Movie 〜2nd Album〜 前編

### CD-EXTRA

#### type-C
1. 1st JAPAN TOUR 2011〜鼓動の秘密〜でのライブ映像（ヒマワリと星屑 / ゆうやけハナビ / おんなじキモチ）

## 備註
1. ↑  . 東京女子流公式サイト.   [2012-02-11]. （原始内容存档于2012-05-02）.

## 外部連結
- YouTube上的東京女子流 / Rock you! (音樂影片)
- 東京女子流官方網站 唱片